# Wojciech Hubert Zurek
Wojciech Hubert Zurek (né en 1951) est un physicien de premier plan du Los Alamos National Laboratory travaillant dans le domaine de la physique quantique, et en particulier sur la décohérence.

## Biographie
Zurek étudie à Cracovie, en Pologne, où il obtient une maîtrise en Sciences en 1974. Il obtient son doctorat (Ph.D.) sous la direction de William C. Schieve à l'Université du Texas en 1979.
Ses travaux portent sur la décohérence, les bases physiques de l'information classique et quantique, les bases de la physique statistique et de la physique quantique, ainsi que l'astrophysique. Avec William Wootters (en) et Dennis Dieks (en), il est l'auteur du théorème de non-clonage quantique. On lui doit aussi les concepts d'einselection (en) (sélection des états quantiques induite par l'environnement) et de discorde quantique (en) (qui mesure les corrélations quantiques entre deux sous-systèmes séparés d'un système quantique).